# Charles Merivale

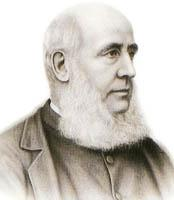
Charles Merivale

Charles Merivale (8 de marzo de 1808-27 de diciembre de 1893) fue un historiador y eclesiástico británico, deán de la localidad de Ely durante muchos años.

## Biografía
Nació el 8 de marzo de 1808 como el segundo hijo del barrister John Herman Merivale y Louisa Heath Drury, hija del director de Harrow School, Joseph Drury. George Butler se encargó de su educación a partir de 1818 y en dicha escuela, donde además hizo amistad con quienes años después se convertirían en Obispo de St. Andrews, Dunkeld y Dunblane y Arzobispo de Dublín, Charles Wordsworth y Richard Chenevix Trench. En 1824, año en el que finalizó sus estudios, participó en el partido anual de críquet disputado entre su escuela y Eton College y le ofrecieron un puesto en la administración pública de India, motivo por el que asistió durante un corto período de tiempo al Haileybury College con el fin de prosperar en las lenguas orientales. Dos años después y tras abandonar su carrera en la India, acudió al St. John's College de la Universidad de Cambridge. Su gusto por los ejercicios atléticos le llevó a ser uno de los principales instigadores de la regata entre su universidad y la de Oxford, participando en la primera edición celebrada en 1829 en la localidad de Henley. Fue además miembro de los Apóstoles de Cambridge junto a personas como Alfred Tennyson, William Hepworth Thompson y James Spedding. 
En 1833 fue elegido catedrático y ordenado sacerdote, y seis años después fue nombrado predicador en Whitehall. En 1848 comenzó a vivir en Lawford, cerca de Manningtree, Essex, y en 1850 se casó con Judith Mary Sophia. En 1863 fue nombrado capellán del speaker de la Cámara de los Comunes del Reino Unido y en 1869 rechazó la cátedra de historia moderna de Cambridge, pero ese mismo año aceptó el puesto de deán en la Catedral de Ely y se esforzó por los intereses de esta hasta su fallecimiento, recibiendo también varias distinciones académicas honorarias.
Su obra principal fue A History of the Romans under the Empire, dividida en siete volúmenes y publicada entre 1850 y 1862, pero escribió varias obras históricas más pequeñas, sermones, conferencias y versos latinos. Realizó también una autobiografía con algunas de sus correspondencias, Autobiography of Dean Merivale, que fue editada por su hija Judith en 1899.